# Malacopteron cinereum
La tordina coroniescamada (Malacopteron cinereum) es una especie de ave paseriforme de la familia Pellorneidae propia del sudeste asiático.

## Distribución y hábitat
Se encuentra en Indochina, la península malaya y las islas de Sumatra, Java, Borneo y Belitung. Su hábitat natural son los bosques húmedos tropicales.